# 王啓
王啓（1465年—1534年），字景昭，号学古，后更号东瀛，浙江台州府黃巖縣人，民籍，明朝政治人物。

## 生平
成化二十二年（1486年）丙午科浙江鄉試第六十九名舉人。成化二十三年（1487年）中式丁未科會試第八十三名，三甲第一百六十二名進士。授霍丘知縣，弘治九年（1496年）六月南京都察院理刑，十年四月实授南京四川道監察御史，十二年巡按直隶，陈備邊十事，言皇亲张鹤龄家奴生事，及守备内官董让不法。十四年四月升江西佥事，正德三年（1508年）二月升本司副使，四年五月因王元陸案被逮问，降广西容县知县。劉瑾败，复为四川蓬州知州，升任南雄府知府，履任半载，六年丁太淑人忧，七月在中途收到貴州左參政任命，服闋，復除江西左參政，九年十一月升山西按察使，十年九月升江西右布政使，奏罢宁濠私贡新茶、新笋数事。丁父憂歸，復除廣西左布政使，十六年七月升都察院右副都御史、巡抚云南，嘉靖三年（1524年）升刑部右侍郎，三年考满，荫子王爵为國子生。六年九月因李福達案被革职闲住。居家八年，因丧子之痛得疾而卒，时嘉靖十三年甲午十一月五日。

## 著作
著有正蒙直解、周易传疏、周礼疏义、大学稽古衍义、赤城会通记、尊乡续录、古文类选、王氏家谱、抚滇翊华录、元鉴年统、迩言等书。

## 家族
曾祖王璉；祖父王欽，舉人，會試中式；父王本，嫡母鄭氏；生母黃氏。重庆下。